# Романівка (Звенигородський район)
Рома́нівка — село в Україні, в Тальнівській міській громаді Звенигородського району Черкаської області. Розташоване на обох берегах річки Романівка (притока Гірського Тікичу) за 16 км на північний захід від міста Тальне та за 3 км від станції Шаласька. Населення становить 1 083 особи.

## Історія
Село постраждало внаслідок геноциду українського народу, проведеного окупаційним урядом СРСР 1932—1933 та 1946–1947 роках.

## Видатні уродженці
- Кучер Галина Михайлівна — український соціальний працівник, Заслужений працівник соціальної сфери України.

## Галерея

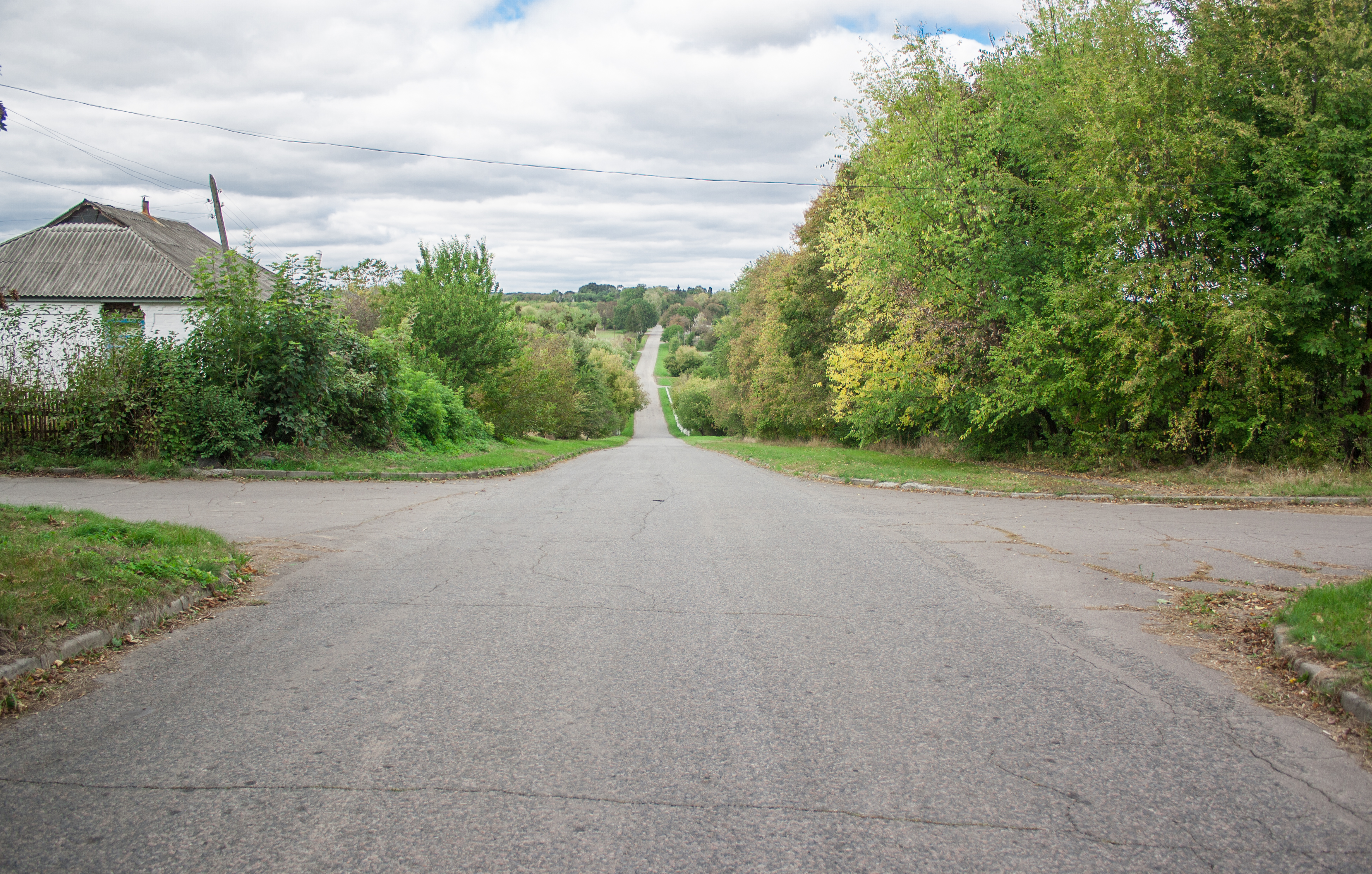
Вид на село
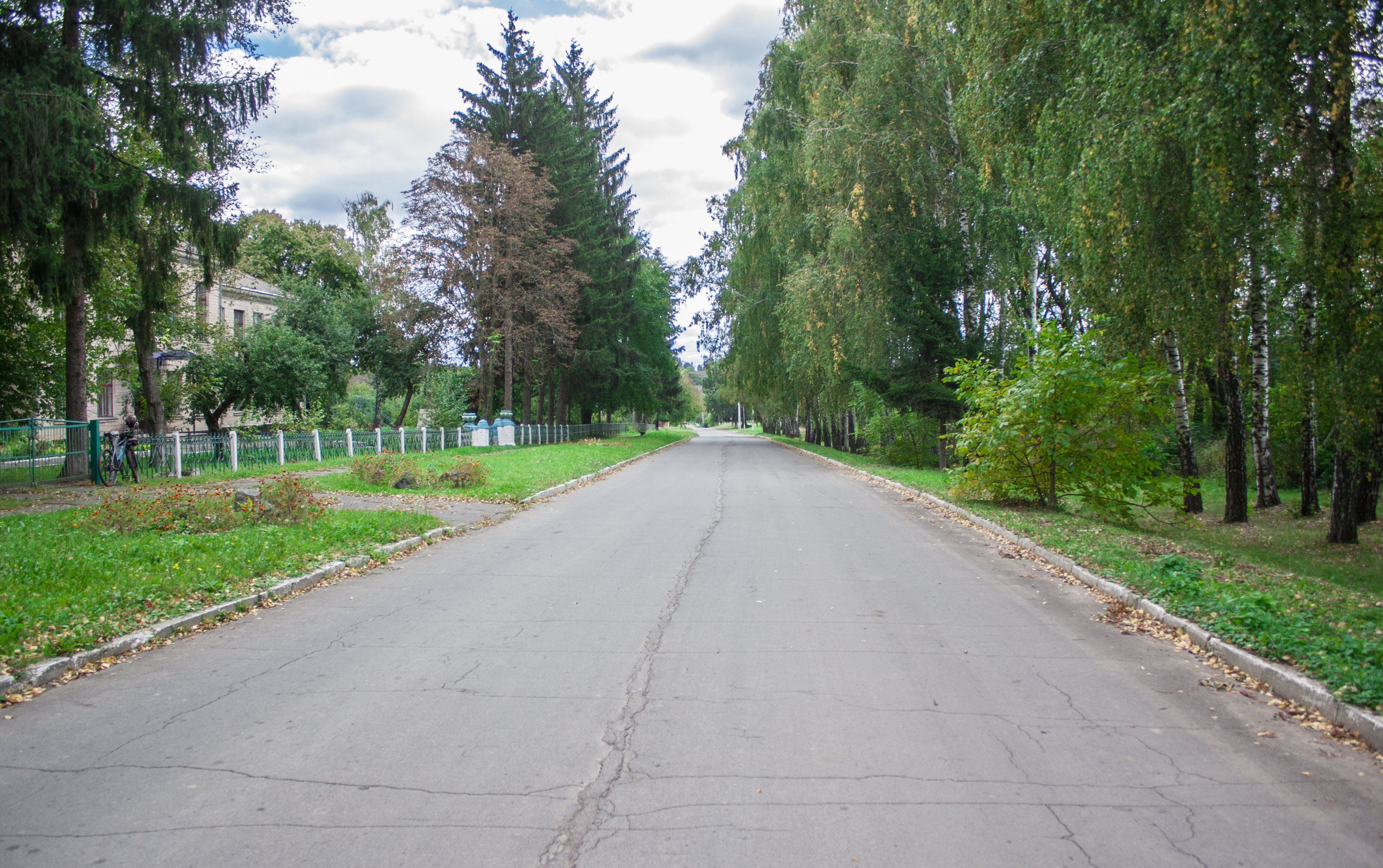
Вулиця Центральна
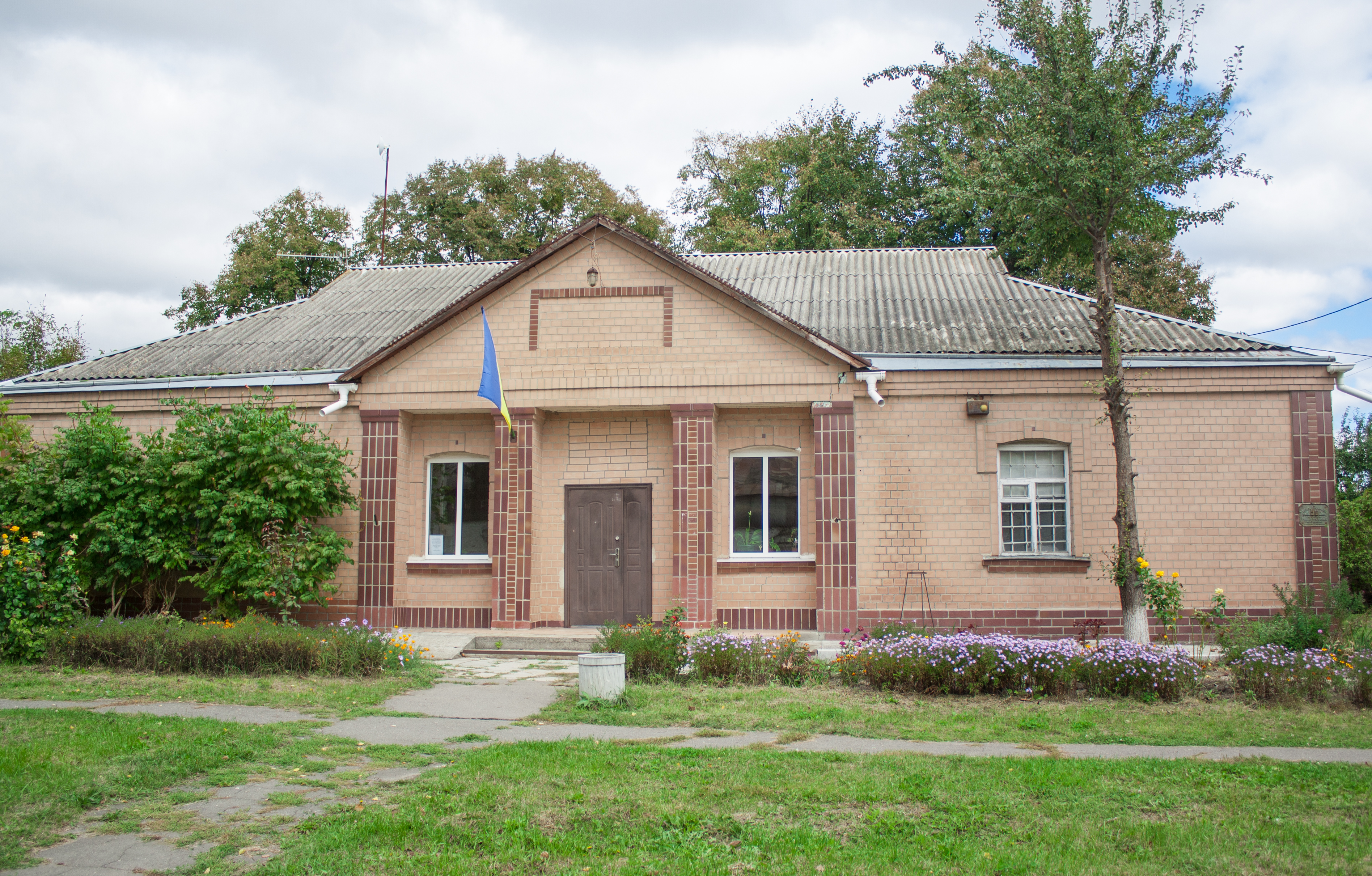
Сільська рада
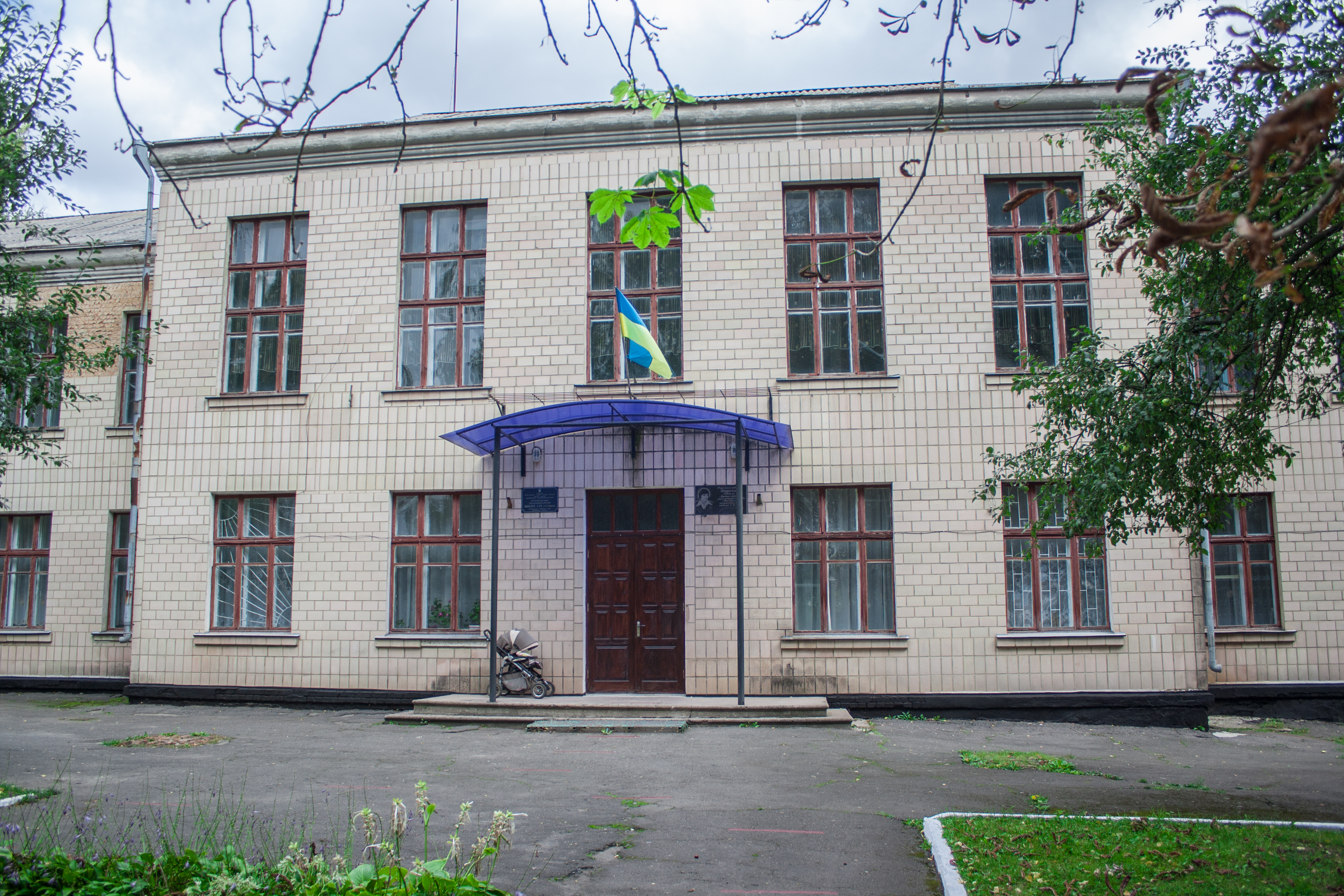
Школа
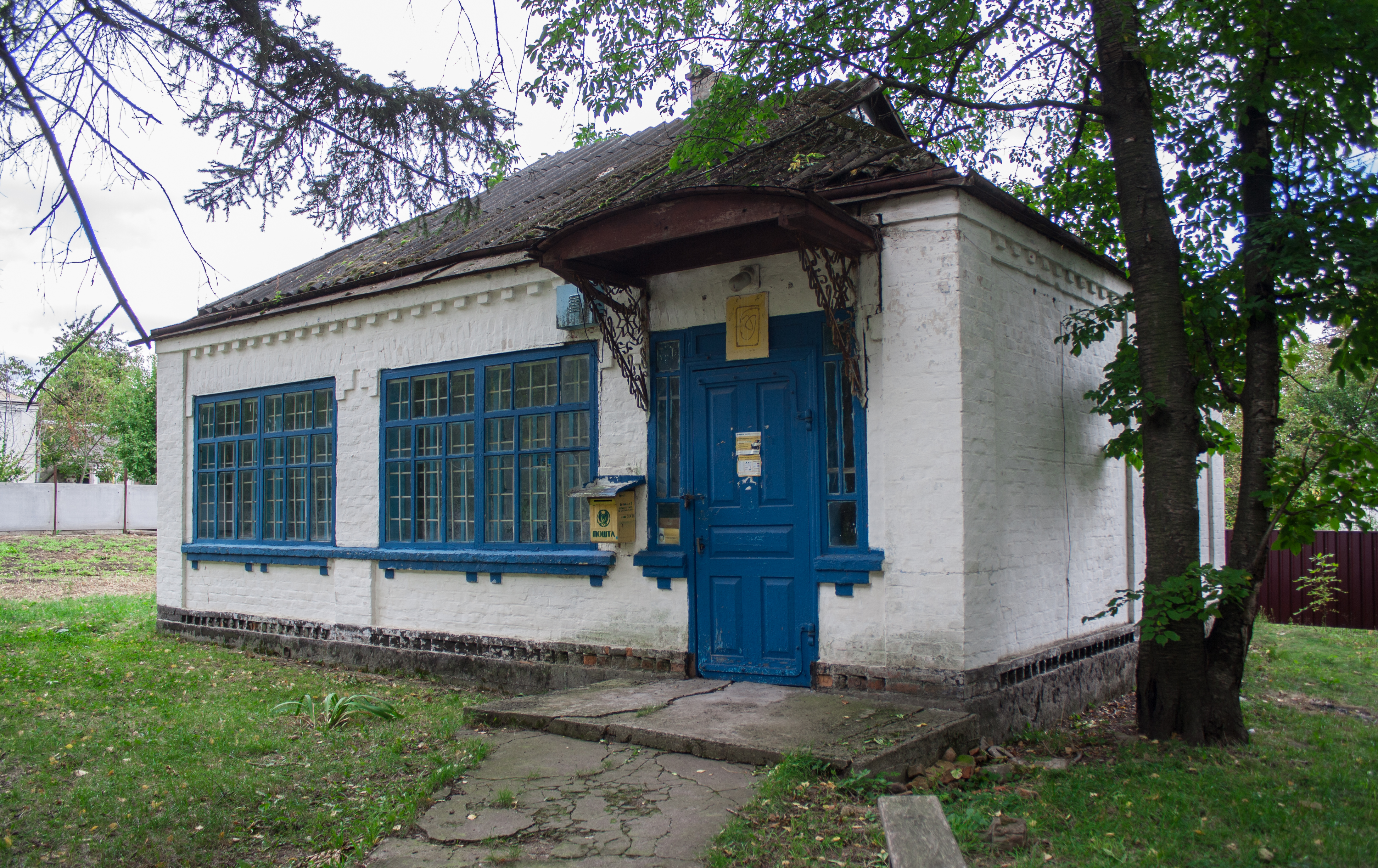
Пошта
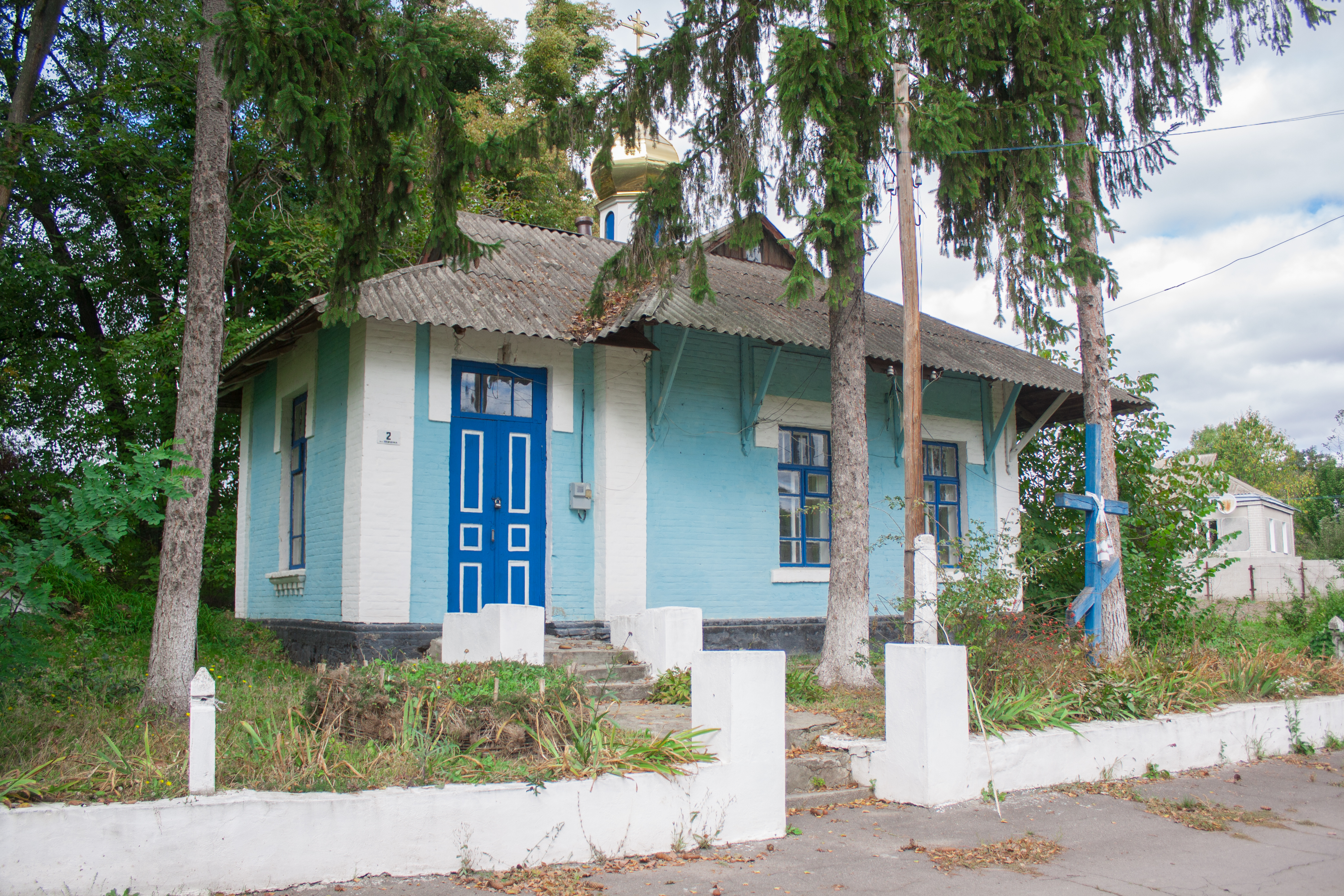
Церква
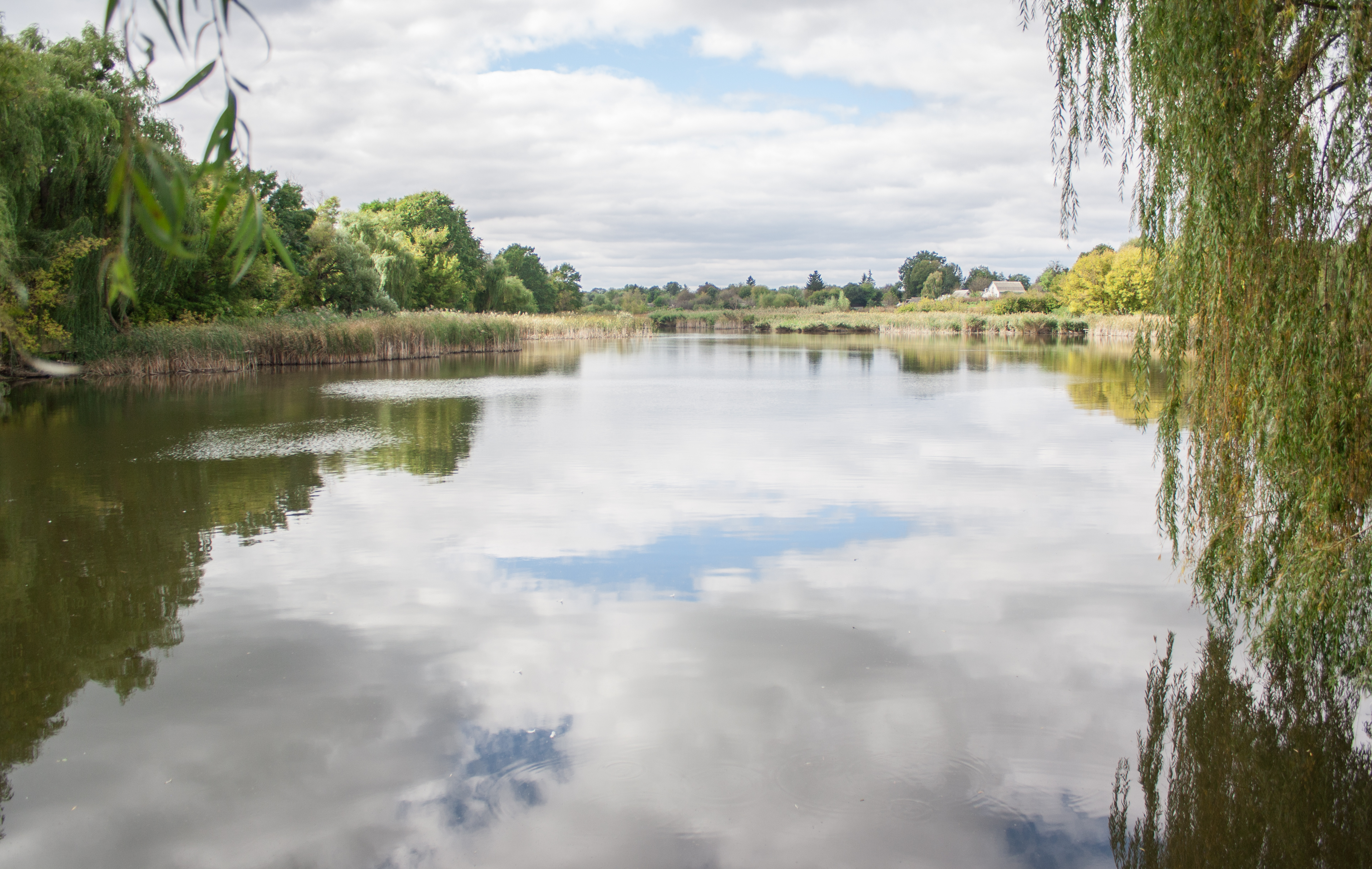
Ставок на річці Романівка
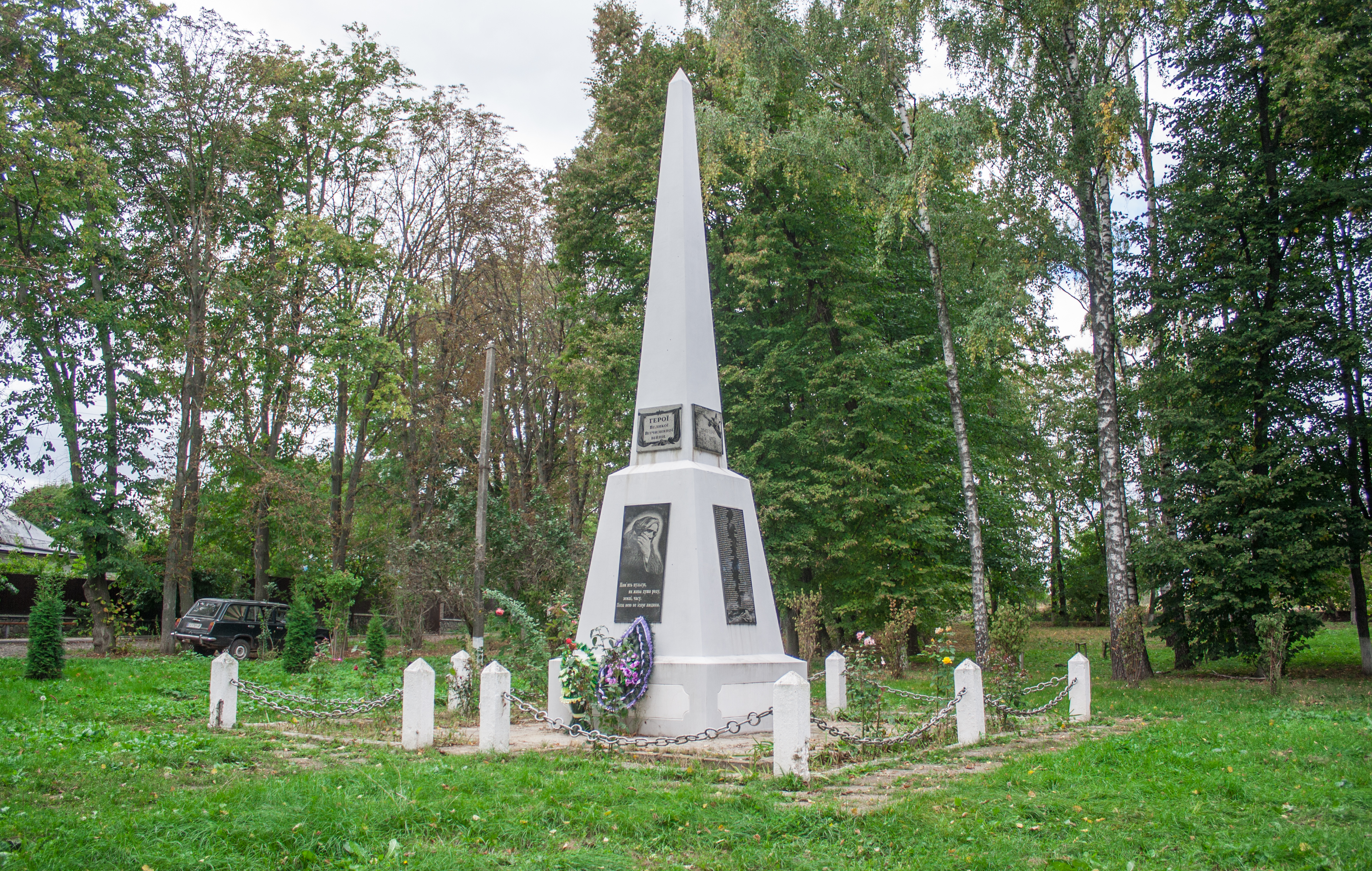
Пам'ятник воїнам-односельцям
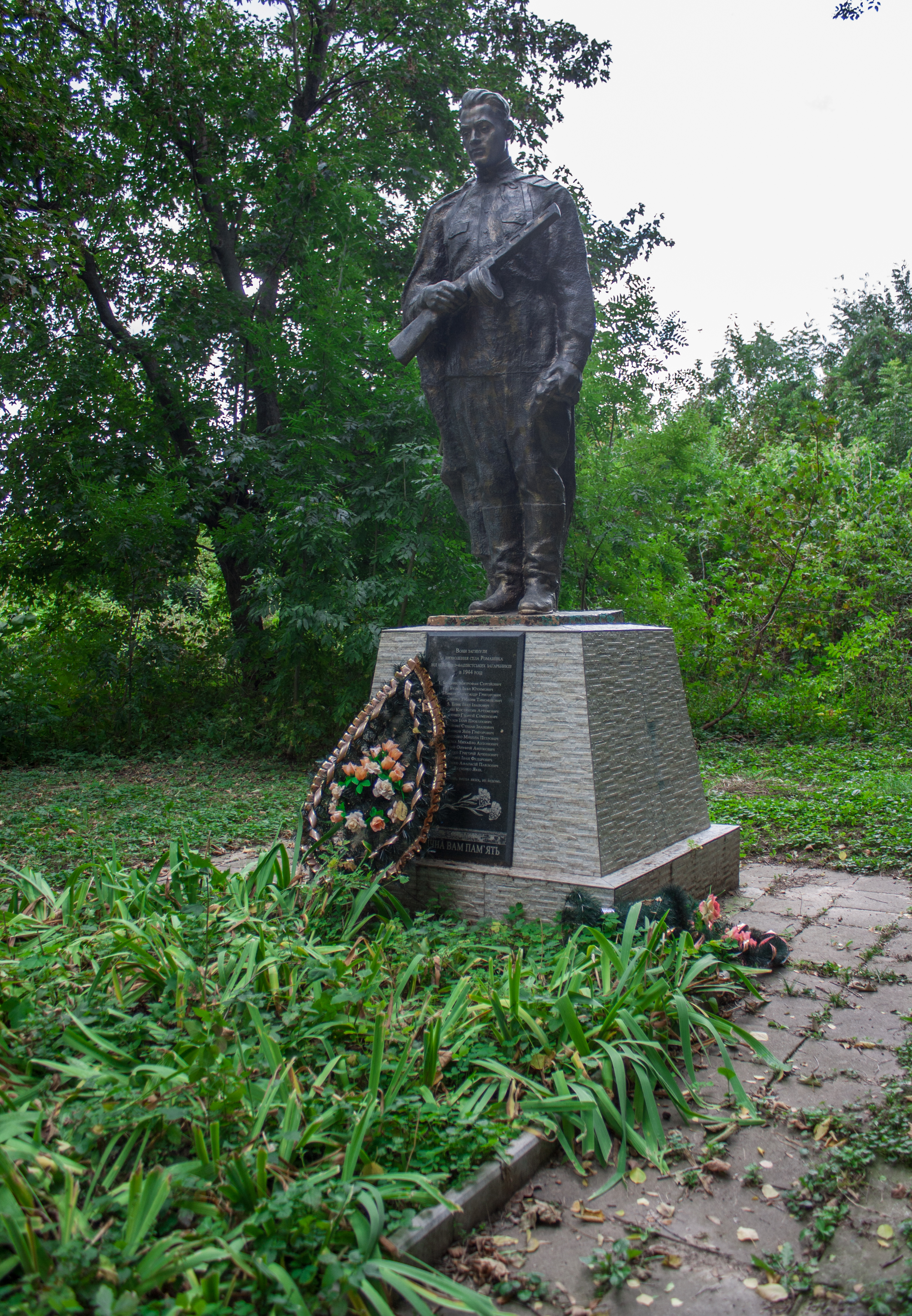
Братська могила радянських воїнів
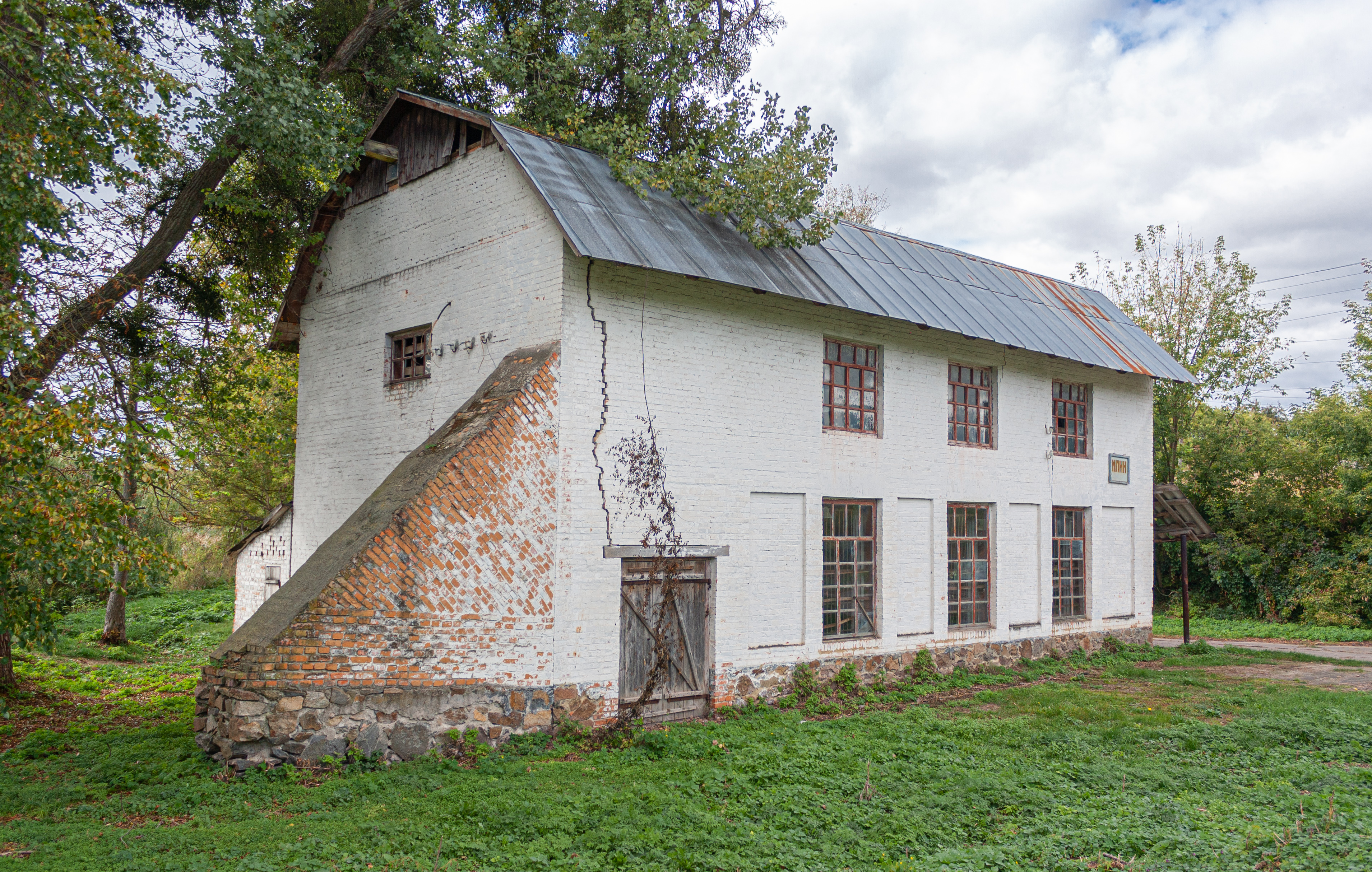
Млин